# Радомир Атанасов
Радомир Атанасов е български революционер, деец на Вътрешната македоно-одринска революционна организация.

## Биография
Атанасов е роден в град Воден, тогава в Османската империя, днес Едеса, Гърция. Влиза във ВМОРО. През Илинденско-Преображенското въстание е член на щаба на II Кожушки въстанически окръг.
При избухването на Балканската война в 1912 година Атанасов е доброволец в Македоно-одринското опълчение и служи в четата на Евстатий Шкорнов.